# Villanuño de Valdavia

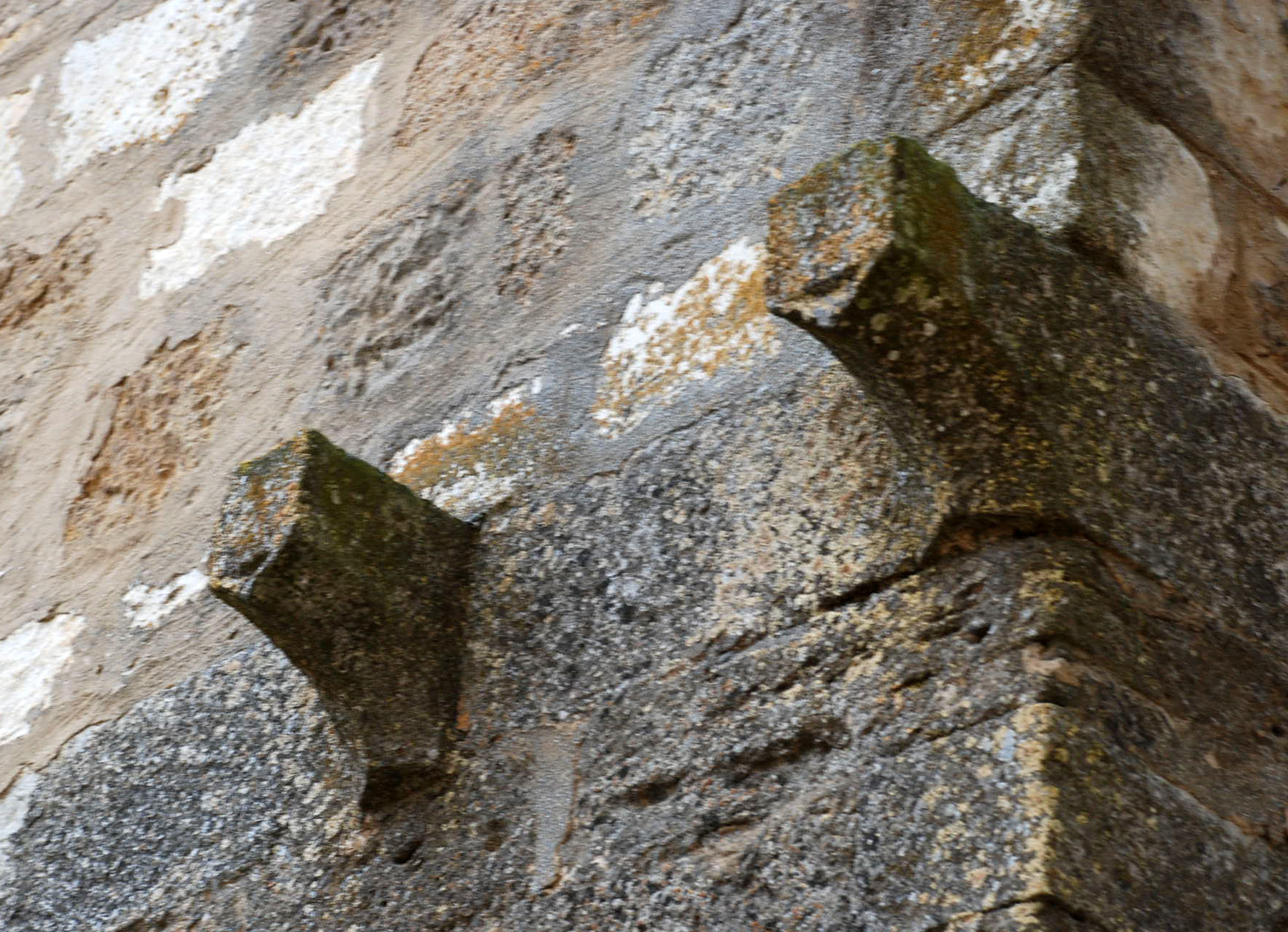
Restos de canecillos en forma de proa románicos en la iglesia de Santa Eugenia de Villanuño

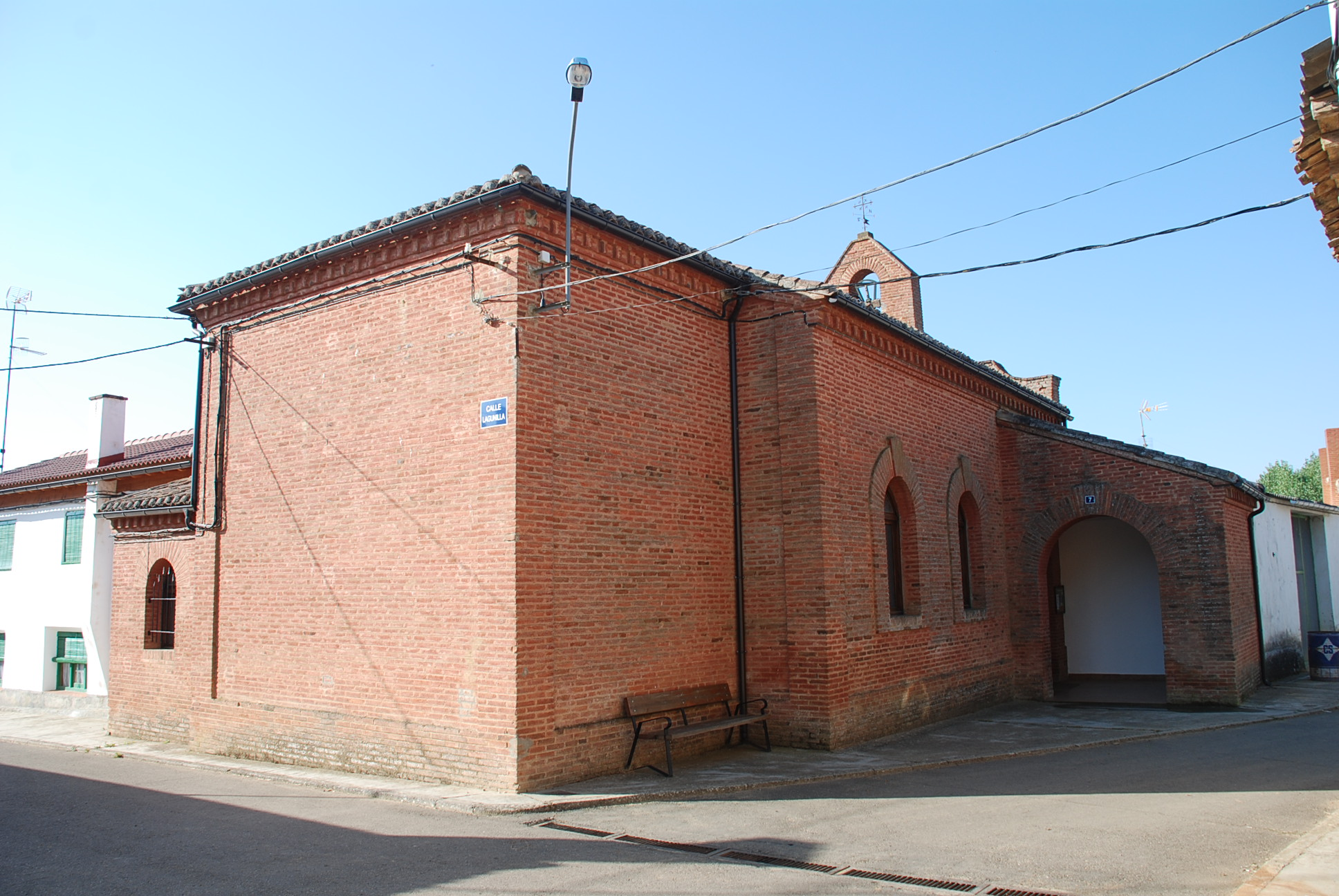
Ermita en el casco urbano de Villanuño

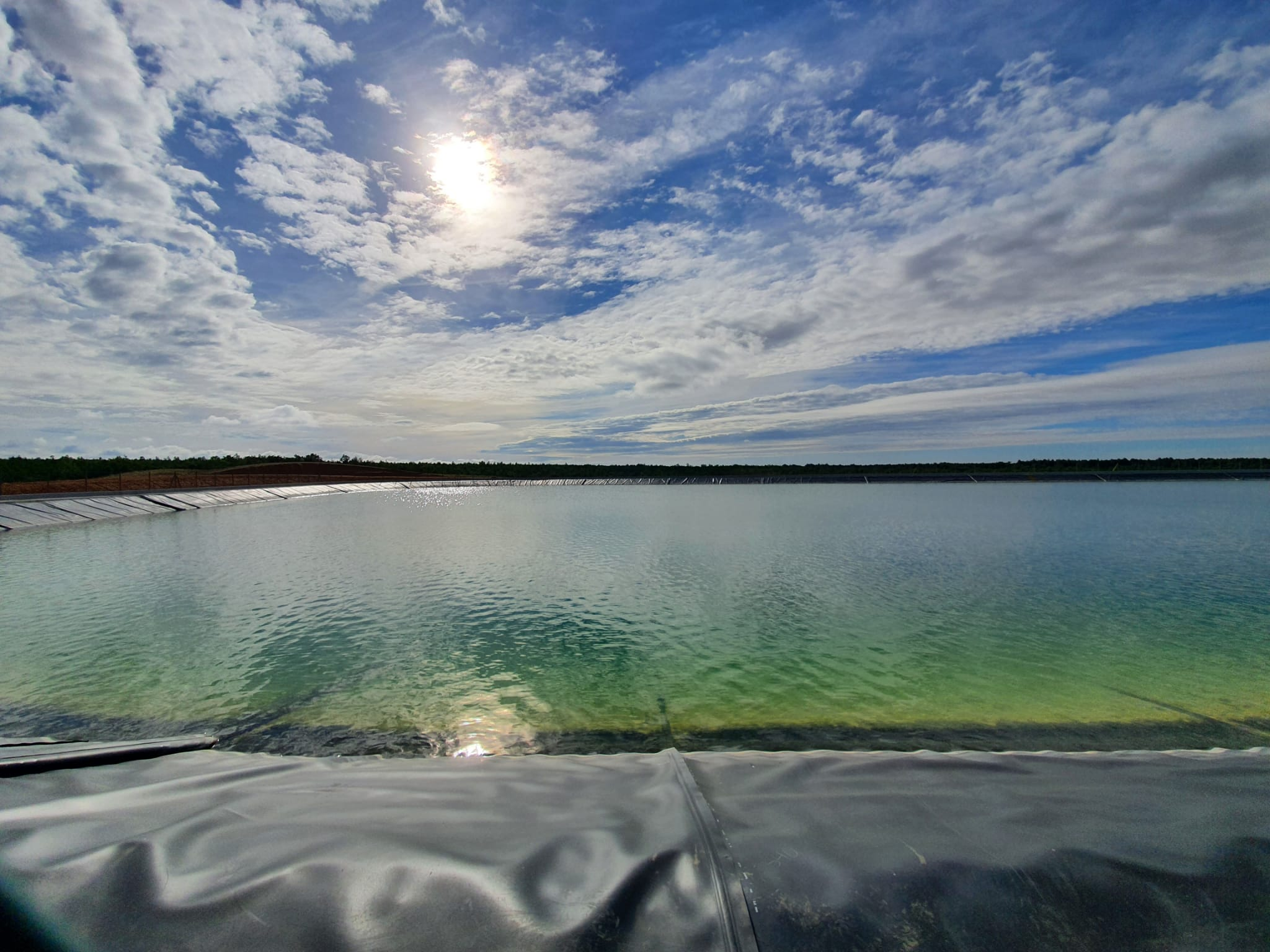
Balsa de riego de la Comunidad de Regantes de las Vegas del Bajo Valdavia en Villanuño de Valdavia

Villanuño de Valdavia es un municipio y localidad española en la comarca de Vega-Valdavia en la provincia de Palencia, comunidad autónoma de Castilla y León. Se encuentra en el margen izquierdo del Valdavia, en el kilómetro 15,8 de la carretera provincial P236.

## Geografía
Su término municipal comprende la pedanía de Arenillas de Nuño Pérez.

## Historia
El nombre de la villa hace referencia a su tenente, D. Nuño Pérez de Lara, de la poderosa familia noble castellana de los Lara. En la vecina pedanía de Arenillas de Nuño Pérez, este noble contaba con una casona y unas colmenas arniellas, de donde toma nombre.

## Demografía
Cuenta con una población de 91 habitantes (INE 2024).
| Gráfica de evolución demográfica de Villanuño de Valdavia entre 1842 y 2021 |
| |
| Población de derecho según los censos de población del INE Población de hecho según los censos de población del INEEn estos censos se denominaba Villanuño: 1842, 1857, 1860, 1877, 1887 y 1897 Entre el censo de 1857 y el anterior, crece el término del municipio porque incorpora a 345003 (Arenillas de Nuño Pérez) |

## Símbolos
- El escudo de Villanuño de Valdavia se define por el siguiente blasón:

De forma española. En campo de gules, brazo armado moviente con espada esgrimida de plata, surmontada de Corona Ducal de oro. Al timbre, Corona Real de España.
- La bandera de Villanuño de Valdavia tiene la siguiente descripción:

De dimensiones 2:3, tercia al asta. En el batiente, de rojo o gules. Corona Ducal de oro o amarillo. Terciada al asta, de amarillo u oro, espada de plata o blanco

## Administración y política
| Periodo   | Nombre                         | Partido |
| --------- | ------------------------------ | ------- |

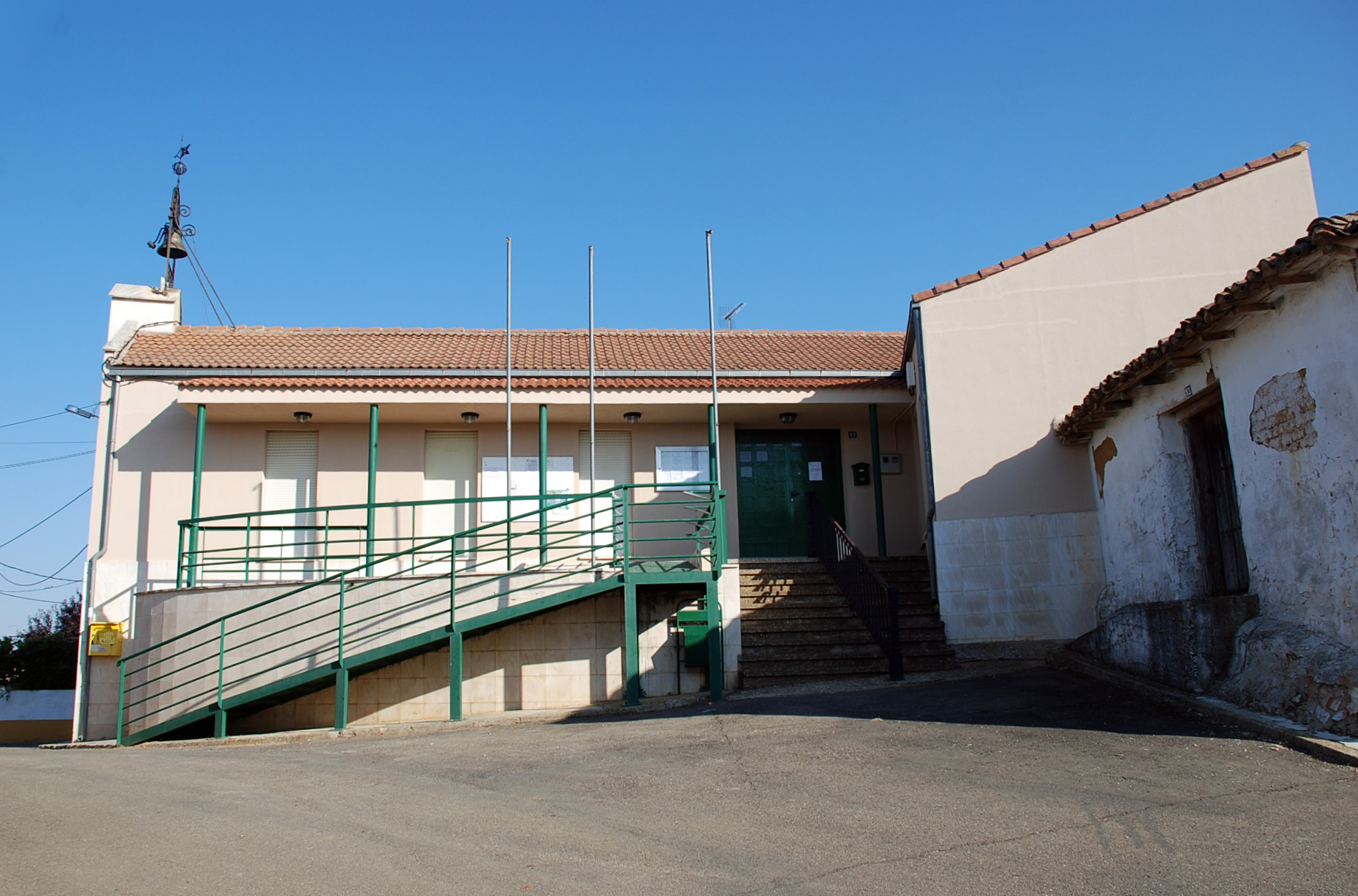
Casa consistorial

| 1995-1999 | Clemente Macho Valderrábano    | PSOE    |
| 1999-2003 | Fidel Tejedor Macho            | PSOE    |
| 2003-2007 | Ángel Gutiérrez Abia           | PSOE    |
| 2007-2011 | Carmelo Andrés Macho Gutiérrez | PP      |
| 2011-2015 | Jesús María Macho Micieces     | PP      |
| 2015-2019 | Marta Vegas Macho              | PSOE    |
| 2019-2023 | Marta Vegas Macho              | PSOE    |
| 2023-act. | Jesús María Macho Micieces     | PP      |

- Fuentes: 2003[4] 2007[5]